# Hans Jörg Neumann
Hans Jörg Neumann (* 28. März 1956 in West-Berlin) ist ein deutscher Diplomat und war von September 2018 bis Juli 2022 Generalkonsul in Breslau. Von 2011 bis 2015 war er Botschafter in Benin und von 2015 bis 2018 Generalkonsul in Los Angeles.

## Leben
Nach dem Abitur absolvierte Neumann 1975 und 1976 seinen Wehrdienst bei der Bundeswehr und begann danach ein Studium der Rechtswissenschaften an der Johann-Wolfgang-Goethe-Universität Frankfurt am Main sowie der Universität Lausanne. Nach dem Ersten Juristischen Staatsexamen 1982 befand er sich bis 1986 im juristischen Vorbereitungsdienst, absolvierte während dieser Zeit von 1983 bis 1984 ein Verwaltungspraktikum an der ENA in Paris und legte schließlich 1986 das Zweite Juristische Staatsexamen ab.
Im Anschluss trat er 1987 in den Auswärtigen Dienst und fand nach Absolvierung der Laufbahnprüfung zwischen 1988 und 1989 Verwendung als Referent in der Rechtsabteilung des Auswärtigen Amtes in Bonn, ehe er im Anschluss bis 1991 Erster Sekretär in der Wirtschaftsabteilung der Botschaft in Ägypten war. Im Anschluss blieb er als Konsul an der Botschaft in Ägypten und war nach einer Tätigkeit von 1993 bis 1995 als Referent im Referat für die Maghreb-Staaten im Auswärtigen Amt zwischen 1995 und 1998 Konsul an der Botschaft in Tschechien.
Nach seiner Rückkehr wurde er 1998 zunächst stellvertretender Referatsleiter und dann im März 2001 Referatsleiter für Internationale Verträge, Sozial- und Arbeitsrecht im Auswärtigen Amt. Danach war Neumann von 2001 bis 2005 Botschaftsrat an der Botschaft in den USA und im Anschluss Ständiger Vertreter des Botschafters in Rumänien, ehe er zwischen 2008 und 2011 Inspekteur im Auswärtigen Amt war.
Von September 2011 bis Juli 2015 war Hans Jörg Neumann Botschafter in Benin und damit Nachfolger von Ludwig Linden.
Ab Juli 2015 war er deutscher Generalkonsul in Los Angeles. Im September 2018 wechselte er in gleicher Funktion an das Generalkonsulat in Breslau. Dieses Amt hatte er bis 2022 inne.
Hans Jörg Neumann hat drei Kinder.